# زملول سيلاني
زملول سيلاني (الاسم العلمي: Exobasidium zeylanicum) هو نوع من الفطريات يتبع جنس الزملول من فصيلة الزملولية.